# Лаптев, Михаил Тимофеевич
Михаил Тимофеевич Лаптев (1923, д. Старостинка, Курская губерния — 13 июля 2004) — слесарь-сборщик Рыбинского завода приборостроения, Герой Социалистического Труда.

## Биография
Родился в 1923 году в д. Старостинка (ныне — Кореневского района Курской области) в крестьянской семье. Русский. Окончил ремесленное училище в Курске. Работал слесарем в Курске.
Участник Великой Отечественной войны: Курская дуга, освобождение Киева, Сандомирский плацдарм. Был дважды ранен. Награждён медалями «За отвагу», «За боевые заслуги», «За победу над Германией», Жукова, орденом Отечественной войны 1-й степени. Демобилизован в 1947 году.
С 1952 по 1987 годы — слесарь-сборщик Рыбинского завода приборостроения. с 1987 года на пенсии.
Награждён орденами Трудовой Славы, Трудового Красного Знамени, Ленина. Ему присвоены звания Героя Социалистического Труда и Почётного гражданина Рыбинска.
Умер 13 июля 2004 года.